# Acanthorhabdus fragilis
Acanthorhabdus fragilis är en svampdjursart som beskrevs av Burton 1929. Acanthorhabdus fragilis ingår i släktet Acanthorhabdus och familjen Acarnidae. Inga underarter finns listade i Catalogue of Life.